# Liste des épisodes de la série principale Les Maîtres du mystère
Pour un article plus général, voir Liste des épisodes de la série Les Maîtres du mystère.
Cet article présente une liste des épisodes de la série principale Les Maîtres du mystère.

## Les Maîtres du mystère
| Date de diffusion | Jour  | Statut   | Auteur                                 | Titre                                                       | Auteur adapté                            | Titre adapté                   | Notes                                |
| ----------------- | ----- | -------- | -------------------------------------- | ----------------------------------------------------------- | ---------------------------------------- | ------------------------------ | ------------------------------------ |
| 15 octobre 1957   | mardi | 1re diff | Pierre Véry                            | La pension Benedict                                         | Pierre Véry                              | Mam’zelle Bécot                |                                      |
| 22 octobre 1957   | mardi | 1re diff | Jean Cosmos                            | Le meurtre de Roger Ackroyd                                 | Agatha Christie                          | The Murder of Roger Ackroyd    |                                      |
| 29 octobre 1957   | mardi | 1re diff | François Billetdoux                    | Mathilde et ses mitaines                                    | Tristan Bernard                          | Mathilde et ses mitaines       |                                      |
| 5 novembre 1957   | mardi | 1re diff | Jean Chatenet                          | Une ténébreuse affaire                                      | Honoré de Balzac                         | Une ténébreuse affaire         |                                      |
| 12 novembre 1957  | mardi | 1re diff | Jean Cosmos                            | Le petit vieux des Batignolles                              | Émile Gaboriau                           |                                |                                      |
| 26 novembre 1957  | mardi | 1re diff | Claude Gével / pseudo de Gustave Weill | La Grande Marnière                                          | Georges Ohnet                            |                                |                                      |
| 3 décembre 1957   | mardi | 1re diff | Jenny Orléans                          | Hasard                                                      | Jacques Decrest                          | Hasard                         |                                      |
| 10 décembre 1957  | mardi | 1re diff | Jean Bommart                           | Pendez le notaire                                           | Jean Bommart                             |                                |                                      |
| 17 décembre 1957  | mardi | 1re diff | François Tarrancle                     | Le secret de Madame Clapain                                 | Édouard Estaunié                         | Madame Clapain                 |                                      |
| 31 décembre 1957  | mardi | 1re diff | Geneviève Manceron                     | Le rendez-vous d’Honfleur                                   | Geneviève Manceron                       | Pauvres petites crevettes      |                                      |
| 7 janvier 1958    | mardi | 1re diff | Roger Richard                          | Le tour est joué                                            | Gérard Monétay                           |                                |                                      |
| 14 janvier 1958   | mardi | 1re diff | François Billetdoux                    | Lord Peter et l’inconnu                                     | Dorothy Sayers                           | Whose Body ?                   | in Lord Peter mystery                |
| 21 janvier 1958   | mardi | 1re diff | Pierre Rolland                         | Ali Baba ou les quarante voleurs exterminés par une esclave |                                          |                                | in Les Contes des Mille et une nuits |
| 28 janvier 1958   | mardi | 1re diff | Roger Richard                          | Casse-pipe à la Nation                                      | Léo Malet                                | Casse-pipe à la Nation         |                                      |
| 4 février 1958    | mardi | 1re diff | Paul Alexandre                         | Voir Londres et mourir                                      | Paul Alexandre & Maurice Maïer           |                                |                                      |
| 11 février 1958   | mardi | 1re diff | Noël Calef                             | Échec au porteur                                            | Noël Calef                               | Échec au porteur               |                                      |
| 18 février 1958   | mardi | 1re diff | Jean Cosmos                            | Le procès Bellamy : audience 1/4                            | Frances Noyes Hart                       |                                |                                      |
| 25 février 1958   | mardi | 1re diff | Jean Cosmos                            | Le procès Bellamy : audience 2/4                            | Frances Noyes Hart                       |                                |                                      |
| 4 mars 1958       | mardi | 1re diff | Jean Cosmos                            | Le procès Bellamy : audience 3/4                            | Frances Noyes Hart                       |                                |                                      |
| 11 mars 1958      | mardi | 1re diff | Jean Cosmos                            | Le procès Bellamy : audience 4/4                            | Frances Noyes Hart                       |                                |                                      |
| 18 mars 1958      | mardi | 1re diff | Pierre Rolland                         | L’affaire Manderson                                         | Edmund Clerihew Bentley                  | Trent’s last case              |                                      |
| 25 mars 1958      | mardi | 1re diff | Jean Chatenet                          | À l’heure de notre angoisse                                 | Georges-Jean Arnaud / alias Saint-Gilles | À l’heure de notre angoisse    |                                      |
| 1er avril 1958    | mardi | 1re diff | Charles Maître                         | Poison d’avril                                              | Louis C. Thomas                          |                                |                                      |
| 8 avril 1958      | mardi | 1re diff | Maurice Decraiene                      | Double assassinat dans la rue Morgue                        | Edgar Allan Poe                          |                                |                                      |
| 15 avril 1958     | mardi | 1re diff | Charles Maître                         | Véronal                                                     | Michel Lebrun                            |                                |                                      |
| 22 avril 1958     | mardi | 1re diff | Henri-Charles Richard                  | L’étrange cas des trois sœurs infirmes                      | Charlotte Armstrong                      | The case of the weird sisters  |                                      |
| 29 avril 1958     | mardi | 1re diff | Maurice-Bernard Endrèbe                | La vieille dame sans merci                                  | Maurice-Bernard Endrèbe                  | La vieille dame sans merci     |                                      |
| 6 mai 1958        | mardi | 1re diff | Roger Richard                          | En attendant le bac du Hode                                 | Alexandra Pecker                         |                                |                                      |
| 13 mai 1958       | mardi | 1re diff | Jean Chatenet                          | In-extremis                                                 | André Picot                              | In-extremis                    |                                      |
| 20 mai 1958       | mardi | 1re diff | Jean Cosmos                            | La catastrophe de Mr Higginbotham                           | Nathaniel Hawthorne                      | Mr. Higginbotham's Catastrophe |                                      |
| 27 mai 1958       | mardi | 1re diff | Pierre Véry                            | Le pays sans étoiles                                        |                                          |                                |                                      |
| 3 juin 1958       | mardi | 1re diff | Pierre Rolland                         | La mariée était en noir                                     | William Irish                            | The bride wore black           |                                      |
| 10 juin 1958      | mardi | 1re diff | Hélène Misserly                        | La mort en ce bazar                                         | Jean-Pierre Ferrière                     | Cadavres en solde              |                                      |
| 17 juin 1958      | mardi | 1re diff | Roger Richard                          | Plus amer que la mort                                       | Fred Kassak                              |                                |                                      |
| 24 juin 1958      | mardi | 1re diff | Claude Gével / pseudo de Gustave Weill | Le crime de l’Opéra                                         | Fortuné du Boisgobey                     | Le crime de l’Opéra            |                                      |
| 1er juillet 1958  | mardi | 1re diff | Jean Chatenet                          | Le tueur n°2                                                | Pierre Mac-Orlan                         | Le tueur n°2                   |                                      |

| Date de diffusion | Jour     | Statut    | Auteur                                           | Titre                                                                   | Auteur adapté                                    | Titre adapté                                       | Notes                                               |
| ----------------- | -------- | --------- | ------------------------------------------------ | ----------------------------------------------------------------------- | ------------------------------------------------ | -------------------------------------------------- | --------------------------------------------------- |
| 14 octobre 1958   | mardi    | 1re diff  | Charles Maître                                   | Dans le bain d’une blonde                                               | Hugues G. Clary                                  | Dans le bain d’une blonde                          |                                                     |
| 21 octobre 1958   | mardi    | 1re diff  | Jean Cosmos                                      | L’assassinat de la grand-mère                                           | Maurice Marroux                                  | L’assassin de la grand-mère                        |                                                     |
| 28 octobre 1958   | mardi    | 1re diff  | Michel-Marie Averlant                            | La dame du lac                                                          | Raymond Chandler                                 | The lady in the lake                               |                                                     |
| 4 novembre 1958   | mardi    | 1re diff  | Henri-Charles Richard                            | L’auberge rouge                                                         | Honoré de Balzac                                 | L’auberge rouge                                    |                                                     |
| 11 novembre 1958  | mardi    | 1re diff  | Guy Gentilhomme & Stratford Davis                | La tête d’un innocent                                                   |                                                  |                                                    |                                                     |
| 18 novembre 1958  | mardi    | 1re diff  | Charles Maître                                   | Le taureau par les cornes                                               | Frédéric Hoë                                     |                                                    |                                                     |
| 25 novembre 1958  | mardi    | 1re diff  | Hélène Misserly                                  | La plume empoisonnée                                                    | Agatha Christie                                  | The Moving Finger                                  |                                                     |
| 2 décembre 1958   | mardi    | 1re diff  | Michel-Marie Averlant                            | Deuil sur mesure                                                        | Geneviève Manceron                               | La puce à l’oreille                                |                                                     |
| 9 décembre 1958   | mardi    | 1re diff  | Jean Cosmos & Jean Chatenet                      | L’étrange nuit d’un garçon rangé                                        | Jean Chatenet                                    |                                                    |                                                     |
| 16 décembre 1958  | mardi    | 1re diff  | André-Désiré Fernez                              | Fac-similé                                                              |                                                  |                                                    |                                                     |
| 23 décembre 1958  | mardi    | 1re diff  | Jean Chatenet                                    | Ne tirez pas sur l’inspecteur                                           | Georges-Jean Arnaud / alias Saint-Gilles         |                                                    |                                                     |
| 30 décembre 1958  | mardi    | 1re diff  | Pierre Rolland                                   | La dame en morceaux [ou Les trois pommes de Bassorah] / [la femme]      | Antoine Galland (traducteur)                     |                                                    | conte traditionnel persan                           |
| 6 janvier 1959    | mardi    | 1re diff  | Charles Maître                                   | Meurtre anniversaire                                                    | Jane Lewis Brandt                                | The Birthday Murder                                |                                                     |
| 13 janvier 1959   | mardi    | 1re diff  | Roger Richard                                    | Nestor Burma contre C.Q.F.D.                                            | Léo Malet                                        | Nestor Burma contre C.Q.F.D.                       |                                                     |
| 20 janvier 1959   | mardi    | 1re diff  | Jean Cosmos                                      | Le scarabée d’or                                                        | Edgar Allan Poe                                  |                                                    |                                                     |
| 27 janvier 1959   | mardi    | 1re diff  | Claude Gével / pseudo de Gustave Weill           | Les chambres sans serrure                                               | Jacques Decrest                                  | Les chambres sans serrure                          |                                                     |
| 3 février 1959    | mardi    | 1re diff  | Roger-Francis Didelot                            | Faux témoignage : partie 1/2                                            |                                                  |                                                    |                                                     |
| 10 février 1959   | mardi    | 1re diff  | Roger-Francis Didelot                            | Faux témoignage : partie 2/2                                            |                                                  |                                                    |                                                     |
| 17 février 1959   | mardi    | 1re diff  | Jean Chatenet                                    | La porte murée                                                          | Ernst Theodor Amadeus Hoffmann                   |                                                    |                                                     |
| 24 février 1959   | mardi    | 1re diff  | Serge Douay                                      | On vous attend en bas                                                   | William Irish                                    |                                                    |                                                     |
| 3 mars 1959       | mardi    | 1re diff  | Léon Deutsch                                     | Le dossier n° 113                                                       | Émile Gaboriau                                   | Le dossier n° 113                                  |                                                     |
| 10 mars 1959      | mardi    | 1re diff  | Pierre Rolland                                   | La veuve aux gants roses                                                | Maurice Dekobra                                  |                                                    |                                                     |
| 17 mars 1959      | mardi    | 1re diff  | Jean Grimod                                      | La goélette du mystère                                                  |                                                  |                                                    |                                                     |
| 24 mars 1959      | mardi    | 1re diff  | Michel-Marie Averlant                            | La concierge n’est plus dans l’escalier                                 | Pierre Lamblin                                   |                                                    |                                                     |
| 31 mars 1959      | mardi    | 1re diff  | Charles Maître                                   | Le festin de l’araignée                                                 | Olivier Joris / pseudo de Pauline-Claire Osusky  | Le festin de l’araignée                            |                                                     |
| 7 avril 1959      | mardi    | 1re diff  | Jean Chatenet                                    | Qui est le policier ?                                                   | Pierre Nord                                      |                                                    |                                                     |
| 14 avril 1959     | mardi    | 1re diff  | Jean Cosmos                                      | Carambolage[s]                                                          | Fred Kassak                                      |                                                    |                                                     |
| 21 avril 1959     | mardi    | 1re diff  | Charles Maître                                   | Le linceul ne fait pas le mort                                          | Denis Diderot                                    |                                                    |                                                     |
| 28 avril 1959     | mardi    | 1re diff  | Jean-Luc Porret                                  | Une soirée d’automne                                                    | Friedrich Dürrenmatt                             |                                                    | [Jean-Pierre]                                       |
| 5 mai 1959        | mardi    | 1re diff  | Jean Grimod                                      | Symphonie en 6,35                                                       | Ange Beaucaire                                   |                                                    |                                                     |
| 12 mai 1959       | mardi    | 1re diff  | Roger Richard                                    | Le pont de la folie                                                     | Armand Lanoux                                    |                                                    |                                                     |
| 19 mai 1959       | mardi    | 1re diff  | Jean Chatenet                                    | Un soleil de plomb                                                      | Michel Lebrun                                    |                                                    |                                                     |
| 26 mai 1959       | mardi    | 1re diff  | Jean Chatenet                                    | Sir Arthur mène l’enquête                                               | Arthur Conan Doyle                               |                                                    |                                                     |
| 2 juin 1959       | mardi    | 1re diff  | Michel-Marie Averlant                            | Les voyageurs du vendredi                                               | André Helena                                     |                                                    |                                                     |
| 9 juin 1959       | mardi    | 1re diff  | Pierre Rolland                                   | L’homme au chapeau melon                                                | Léonce Peillard                                  |                                                    |                                                     |
| 16 juin 1959      | mardi    | 1re diff  | Roger Richard                                    | Mon propre assassinat                                                   | Francis Addington Symonds                        |                                                    | [Roger Régent ?]                                    |
| 23 juin 1959      | mardi    | 1re diff  | Jean Cosmos                                      | L’homme aux petits cigares                                              | Pierre Forquin                                   | L’homme aux petits cigares                         |                                                     |
| 30 juin 1959      | mardi    | 1re diff  | Jean Grimod                                      | Le froid du tombeau                                                     | Louis C. Thomas                                  |                                                    |                                                     |
| 7 juillet 1959    | mardi    | 1re diff  | Geneviève Manceron                               | Feu vert pour l’inspecteur West                                         | John Creasey                                     |                                                    |                                                     |
| 14 juillet 1959   | mardi    | 1re diff  | Jean Chatenet                                    | Le génie de la Bastille ou la véritable histoire de l’évasion de Latude | Jean Henry de Latude                             | Mémoires authentiques                              |                                                     |
| 21 juillet 1959   | mardi    | 1re diff  | Charles Maître                                   | Genève vaut bien une messe                                              | Paul Alexandre                                   | Genève vaut bien une messe                         |                                                     |
| 28 juillet 1959   | mardi    | 1re diff  | Michel-Marie Averlant                            | Le taxi jaune                                                           | Richard Webb & Hugh Wheeler                      | Yellow Taxi                                        |                                                     |
| 15 septembre 1959 | mardi    | 1re diff  | Jeannine Raylambert                              | Le crime de lord Arthur Savile                                          | Oscar Wilde                                      |                                                    |                                                     |
| 22 septembre 1959 | mardi    | 1re diff  | Serge Douay                                      | Fantôme à prendre                                                       | William Irish                                    |                                                    |                                                     |
| 29 septembre 1959 | mardi    | 1re diff  | Léon Deutsch                                     | L’affaire Matapan                                                       | Fortuné du Boisgobey                             |                                                    |                                                     |
| 6 octobre 1959    | mardi    | 1re diff  | Jean Chatenet                                    | Pleins feux sur Sylvie                                                  | Michel Lebrun                                    |                                                    |                                                     |
| 13 octobre 1959   | mardi    | 1re diff  | Pierre Rolland                                   | Le mystère d’Edwin Drood                                                | Charles Dickens & Wilkie Collins                 |                                                    |                                                     |
| 20 octobre 1959   | mardi    | 1re diff  | Claude Gével / pseudo de Gustave Weill           | L’affaire Lerouge                                                       | Émile Gaboriau                                   |                                                    |                                                     |
| 27 octobre 1959   | mardi    | 1re diff  | Serge Douay                                      | Le Diable et son train                                                  | Jean-Pierre Conty                                |                                                    |                                                     |
| 3 novembre 1959   | mardi    | 1re diff  | Jean Grimod                                      | Le pschent de Psammétique                                               |                                                  |                                                    |                                                     |
| 17 novembre 1959  | mardi    | 1re diff  | Charles Maître                                   | Qu’est devenue Barbara ?                                                | Miles Burton                                     |                                                    |                                                     |
| 24 novembre 1959  | mardi    | 1re diff  | Jean Chatenet                                    | Les chevaliers de la licorne                                            | Simon Arbellot                                   | Les chevaliers de la licorne                       |                                                     |
| 1er décembre 1959 | mardi    | 1re diff  | Jean Cosmos                                      | Crêpe Suzette                                                           | Fred Kassak                                      |                                                    |                                                     |
| 8 décembre 1959   | mardi    | 1re diff  | Jean Grimod                                      | Les témoins superflus                                                   | Guy Fau                                          |                                                    |                                                     |
| 15 décembre 1959  | mardi    | 1re diff  | Jeannine Raylambert                              | L’affaire du courrier de Lyon                                           | Eugène Moreau, Paul Siraudin & Alfred Delacour   | Le courrier de Lyon ou L'attaque de la malle-poste |                                                     |
| 22 décembre 1959  | mardi    | 1re diff  | Michel-Marie Averlant                            | Permission de détente                                                   | Michel Lebrun                                    |                                                    |                                                     |
| 5 janvier 1960    | mardi    | 1re diff  | Roger Richard                                    | Coliques de plomb                                                       | Léo Malet                                        | Coliques de plomb                                  |                                                     |
| 12 janvier 1960   | mardi    | 1re diff  | Serge Douay                                      | Crains la femme avant le serpent                                        | William Irish                                    |                                                    |                                                     |
| 19 janvier 1960   | mardi    | 1re diff  | Charles Maître                                   | Les ombres au tableau                                                   | Henri Nova                                       | Deux trous dans le cuir                            |                                                     |
| 26 janvier 1960   | mardi    | 1re diff  | Jean Chatenet                                    | La peau du lion                                                         | Frédéric Hoë                                     |                                                    |                                                     |
| 2 février 1960    | mardi    | 1re diff  | Michel-Marie Averlant                            | Les brebis tondues                                                      | Geneviève Manceron                               |                                                    |                                                     |
| 9 février 1960    | mardi    | 1re diff  | Léon Deutsch                                     | La vieillesse de monsieur Lecoq                                         | Fortuné du Boisgobey                             |                                                    |                                                     |
| 16 février 1960   | mardi    | 1re diff  | Pierre Rolland                                   | Crime sur la nationale 7                                                | Pierre Signac / alias Pierre Siniac              | Illégitime défense                                 |                                                     |
| 23 février 1960   | mardi    | 1re diff  | Jean Chatenet                                    | Mister Sharkey rentre au pays                                           | Sergio Donati                                    | Mister Sharkey torna a casa                        |                                                     |
| 1er mars 1960     | mardi    | 1re diff  | Charles Maître                                   | La maison du haut                                                       | Jacques Decrest                                  | La maison du haut                                  |                                                     |
| 8 mars 1960       | mardi    | 1re diff  | Jean Grimod                                      | Chewing-gum et spaghetti                                                | Charles Exbrayat                                 | Chewing-gum et spaghetti                           |                                                     |
| 15 mars 1960      | mardi    | 1re diff  | Claude Gével / pseudo de Gustave Weill           | Le crime d’Orcival                                                      | Émile Gaboriau                                   | Le crime d’Orcival                                 |                                                     |
| 22 mars 1960      | mardi    | 1re diff  | Jeannine Raylambert                              | Murder-party ou Celle qui n’était pas invitée                           | Henry Bordeaux                                   | Murder-party ou Celle qui n’était pas invitée      |                                                     |
| 29 mars 1960      | mardi    | 1re diff  | Jean Chatenet                                    | Le journal d’un maître chanteur                                         | Pierre Nord                                      | Journal d’un maître chanteur                       |                                                     |
| 5 avril 1960      | mardi    | 1re diff  | Serge Douay                                      | Une mort si juste                                                       | Jean-Pierre Conty                                | Une mort si juste                                  |                                                     |
| 12 avril 1960     | mardi    | 1re diff  | Roger Richard                                    | La mort vient en souriant                                               | Francis Addington Symonds                        |                                                    |                                                     |
| 19 avril 1960     | mardi    | 1re diff  | Charles Maître                                   | Tous les chemins mènent à Vienne                                        | Paul Alexandre & Maurice Maïer                   |                                                    |                                                     |
| 26 avril 1960     | mardi    | 1re diff  | Pierre Rolland                                   | Les pestiférés du Rosemary                                              | Léonce Peillard                                  |                                                    |                                                     |
| 3 mai 1960        | mardi    | 1re diff  | Jean Grimod                                      | Elles sont folles                                                       | E.C.R. Lorac                                     | Death in triplicate                                |                                                     |
| 10 mai 1960       | mardi    | 1re diff  | Jean Chatenet                                    | Le coffre et le revenant                                                | Stendhal                                         | Le coffre et le revenant                           | in Aventure espagnole                               |
| 17 mai 1960       | mardi    | 1re diff  | Jean Cosmos                                      | Le grand caïd                                                           | Claude Orval                                     |                                                    |                                                     |
| 24 mai 1960       | mardi    | 1re diff  | Charles Maître                                   | Catch catch party                                                       | Paul Gérard                                      |                                                    |                                                     |
| 31 mai 1960       | mardi    | 1re diff  | Jeannine Raylambert                              | L’affaire Greslou                                                       | Paul Bourget                                     | Le disciple                                        |                                                     |
| 14 juin 1960      | mardi    | 1re diff  | Serge Douay                                      | J’ai vu rouge                                                           | William Irish                                    | Fright                                             |                                                     |
| 21 juin 1960      | mardi    | 1re diff  | Jean-Luc Terrex                                  | Faux numéro                                                             | Michel Lebrun                                    |                                                    |                                                     |
| 28 juin 1960      | mardi    | 1re diff  | Jean Chatenet                                    | Les brigands                                                            | Auguste de Villiers de l’Isle-Adam               | Les brigands                                       | in Contes cruels                                    |
| 5 juillet 1960    | mardi    | 1re diff  | Charles Maître                                   | Virus                                                                   | Georges-Jean Arnaud / alias Saint-Gilles         |                                                    |                                                     |
| 12 juillet 1960   | mardi    | 1re diff  | Léon Deutsch                                     | L’argent des autres                                                     | Émile Gaboriau                                   |                                                    |                                                     |
| 13 septembre 1960 | mardi    | 1re diff  | Roger Richard                                    | Le dossier Gavano                                                       | Gérard Monétay                                   | Dossier Gavano                                     |                                                     |
| 20 septembre 1960 | mardi    | 1re diff  | Claude Gével / pseudo de Gustave Weill           | La corde au cou                                                         | Émile Gaboriau                                   | La corde au cou                                    |                                                     |
| 27 septembre 1960 | mardi    | 1re diff  | Serge Douay                                      | L’inconnu du Nord Express                                               | Patricia Highsmith                               | Strangers on a train                               |                                                     |
| 4 octobre 1960    | mardi    | 1re diff  | Jacques Fayet                                    | Le foulard de soie                                                      |                                                  |                                                    |                                                     |
| 11 octobre 1960   | mardi    | 1re diff  | Jean Marcillac                                   | Court-circuit                                                           | Olivier Joris / pseudo de Pauline-Claire Osusky  | Court-circuit                                      |                                                     |
| 18 octobre 1960   | mardi    | 1re diff  | Pierre Véry                                      | Le pays sans étoiles                                                    |                                                  |                                                    | [2e version]                                        |
| 25 octobre 1960   | mardi    | 1re diff  | Jean Grimod                                      | La chère Emma                                                           | E.C.R. Lorac                                     | Case in the clinic                                 |                                                     |
| 1er novembre 1960 | mardi    | 1re diff  | Jeannine Raylambert                              | Dernière heure                                                          | Henry Bordeaux                                   | Le refuge (nouvelle)                               |                                                     |
| 8 novembre 1960   | mardi    | 1re diff  | Roger-Francis Didelot                            | Retour et mat                                                           |                                                  |                                                    |                                                     |
| 15 novembre 1960  | mardi    | 1re diff  | Charles Maître                                   | Fumées sans feu                                                         | Germaine Decrest & Jacques Decrest               |                                                    |                                                     |
| 22 novembre 1960  | mardi    | 1re diff  | Jean Chatenet                                    | L’affaire de cinq minutes                                               | Maurice-Bernard Endrèbe                          |                                                    |                                                     |
| 29 novembre 1960  | mardi    | 1re diff  | Léon Deutsch                                     | La directrice des Postes                                                | Élie Berthet                                     |                                                    |                                                     |
| 6 décembre 1960   | mardi    | 1re diff  | Jean Cosmos                                      | Meurtre à haute dose                                                    | Michel Cousin                                    | Mort à haute dose                                  |                                                     |
| 13 décembre 1960  | mardi    | 1re diff  | Jean Grimod                                      | Poison                                                                  | Georgette Heyer                                  |                                                    |                                                     |
| 20 décembre 1960  | mardi    | 1re diff  | Charles Maître                                   | Dernières volontés                                                      | Louis C. Thomas                                  | Dernières volontés                                 |                                                     |
| 27 décembre 1960  | mardi    | 1re diff  | Jean Cosmos                                      | La main enchantée                                                       | Gérard de Nerval                                 |                                                    |                                                     |
| 3 janvier 1961    | mardi    | 1re diff  | Michel-Marie Averlant                            | Le bain de minuit                                                       | Jacques Chabannes & René Havard                  |                                                    |                                                     |
| 10 janvier 1961   | mardi    | 1re diff  | Jean-Luc Terrex                                  | Cache tampon                                                            | Talmage Powell                                   |                                                    |                                                     |
| 17 janvier 1961   | mardi    | 1re diff  | Jacques Fayet                                    | La vie de château                                                       |                                                  |                                                    |                                                     |
| 24 janvier 1961   | mardi    | 1re diff  | Jean Marcillac                                   | Ma tête sur un coup de poker                                            | Bruno Fischer                                    |                                                    |                                                     |
| 31 janvier 1961   | mardi    | 1re diff  | Jean Chatenet                                    | Carnaval à Cologne                                                      | Rémy Sibel                                       | Un cadavre dans le coffre fort                     |                                                     |
| 7 février 1961    | mardi    | 1re diff  | Charles Maître                                   | Hors de l’ombre                                                         | Michael Halliday                                 | Out of shadows                                     |                                                     |
| 14 février 1961   | mardi    | 1re diff  | Germaine Beaumont                                | Par une main inconnue                                                   | Zelma Bramley Moore & Charles Neilson Gattey     | By a hand unknown                                  |                                                     |
| 21 février 1961   | mardi    | 1re diff  | Pierre Billard                                   | Monsieur Contre et le mort                                              | Frédéric Valmont                                 | Monsieur Contre et le mort                         |                                                     |
| 28 février 1961   | mardi    | 1re diff  | Jean Grimod                                      | Le manoir de la douairière                                              | E.C.R. Lorac                                     | Murder in the mill-race                            |                                                     |
| 7 mars 1961       | mardi    | 1re diff  | Claude Gregory                                   | Une tête va tomber                                                      | Edna Sherry                                      | The Defense does not rest                          |                                                     |
| 14 mars 1961      | mardi    | 1re diff  | Roger Richard                                    | La beauté des échelles                                                  | René Lemaire                                     |                                                    |                                                     |
| 21 mars 1961      | mardi    | 1re diff  | Charles Maître                                   | Une balle pour rien                                                     | Colin Robertson                                  |                                                    |                                                     |
| 28 mars 1961      | mardi    | 1re diff  | Jean Cosmos                                      | Notre métro quotidien                                                   | Dominique Dorn                                   | Notre métro quotidien                              |                                                     |
| 4 avril 1961      | mardi    | 1re diff  | Pierre Rolland                                   | Le vrai poison                                                          | Jean Delhaye                                     |                                                    |                                                     |
| 11 avril 1961     | mardi    | 1re diff  | Michel-Marie Averlant                            | L’agent d’assurance [s]                                                 | Charles Dickens                                  |                                                    |                                                     |
| 18 avril 1961     | mardi    | 1re diff  | Jacques Fayet                                    | Les jeux du cirque                                                      |                                                  |                                                    |                                                     |
| 25 avril 1961     | mardi    | 1re diff  | Roger-Francis Didelot                            | Le dernier matin [Dernier matin]                                        | Roger-Francis Didelot                            | Dernier matin                                      |                                                     |
| 2 mai 1961        | mardi    | 1re diff  | Charles Maître                                   | Les pistolets solitaires                                                | Jacques Decrest                                  |                                                    |                                                     |
| 9 mai 1961        | mardi    | 1re diff  | Jean Chatenet                                    | Fin de chapitre                                                         | Nicholas Blake                                   | End of chapter                                     |                                                     |
| 16 mai 1961       | mardi    | 1re diff  | Jean Grimod                                      | Le meurtre de la vieille dame                                           | Michael Underwood                                |                                                    |                                                     |
| 23 mai 1961       | mardi    | 1re diff  | Jean Cosmos                                      | Seul le médecin du bord                                                 | Edwin Lanham                                     |                                                    |                                                     |
| 30 mai 1961       | mardi    | 1re diff  | Léon Deutsch                                     | Au fond de Neuilly                                                      | L. Palinges                                      |                                                    |                                                     |
| 6 juin 1961       | mardi    | 1re diff  | Guy Rotter                                       | Ordre de décès                                                          | Guy Rotter & Jean Mathys                         |                                                    |                                                     |
| 13 juin 1961      | mardi    | 1re diff  | Charles Maître                                   | Mensonges à contrecœur                                                  |                                                  |                                                    |                                                     |
| 20 juin 1961      | mardi    | 1re diff  | Jean-Pierre Ferrière                             | Cadavres en location                                                    | Jean-Pierre Ferrière                             | Cadavres en location                               |                                                     |
| 27 juin 1961      | mardi    | 1re diff  | Jean Cosmos                                      | Mon ami Wolf                                                            | Eugène Sue                                       |                                                    |                                                     |
| 4 juillet 1961    | mardi    | 1re diff  | Roger Richard                                    | Les jeux de la mort et du hasard                                        | René Lemaire                                     |                                                    |                                                     |
| 11 juillet 1961   | mardi    | 1re diff  | Jean Grimod                                      | Amour et sparadrap                                                      | Charles Exbrayat                                 | Amour et sparadrap                                 |                                                     |
| 18 juillet 1961   | mardi    | 1re diff  | Jeannine Raylambert                              | La femme sans tête                                                      | Maurice Renard                                   |                                                    | [Maurice-Charles]                                   |
| 19 septembre 1961 | mardi    | 1re diff  | Jean Chatenet                                    | L’assassin part en vacances                                             | André Picot                                      | L’assassin part en vacances                        |                                                     |
| 26 septembre 1961 | mardi    | 1re diff  | Jean-Pierre Ferrière                             | Cadavres sur canapé                                                     | Jean-Pierre Ferrière                             | Cadavres sur canapé                                |                                                     |
| 3 octobre 1961    | mardi    | 1re diff  | Charles Maître                                   | Un homme en fuite                                                       | Michael Halliday                                 | Man on the run                                     |                                                     |
| 10 octobre 1961   | mardi    | 1re diff  | Guy Rotter                                       | Billet pour les Assises                                                 | Guy Rotter & Jean Mathys                         |                                                    |                                                     |
| 17 octobre 1961   | mardi    | 1re diff  | Jean Chatenet                                    | La mort du bien-aimé                                                    | Margot Neville                                   | Murder of the well-beloved                         |                                                     |
| 24 octobre 1961   | mardi    | 1re diff  | Jeannine Raylambert                              | Dernier acte                                                            |                                                  |                                                    |                                                     |
| 31 octobre 1961   | mardi    | 1re diff  | Jean Cosmos                                      | Le flamenco des assassins                                               | Frédéric Valmain                                 | Le flamenco des assassins                          |                                                     |
| 7 novembre 1961   | mardi    | 1re diff  | Charles Maître                                   | La mort au cœur                                                         | Louis C. Thomas                                  | La mort au cœur                                    |                                                     |
| 14 novembre 1961  | mardi    | 1re diff  | Roger Richard                                    | Gros plan sur le mort                                                   | Léo Malet                                        | Gros plan du macchabée                             |                                                     |
| 21 novembre 1961  | mardi    | 1re diff  | Arnaud Teneze                                    | Turbigo 92 48                                                           |                                                  |                                                    |                                                     |
| 28 novembre 1961  | mardi    | 1re diff  | Jacques Fayet                                    | Station service                                                         |                                                  |                                                    |                                                     |
| 5 décembre 1961   | mardi    | 1re diff  | Jean Cosmos                                      | Dans mon joli pavillon                                                  | Michel Lebrun                                    | Dans mon joli pavillon                             |                                                     |
| 12 décembre 1961  | mardi    | 1re diff  | Charles Maître                                   | Denise du bord de l’eau                                                 | Jacques Decrest                                  | Denise du bord de l’eau                            |                                                     |
| 19 décembre 1961  | mardi    | 1re diff  | Jean-Pierre Ferrière                             | Cadavres en mitaines                                                    |                                                  |                                                    |                                                     |
| 26 décembre 1961  | mardi    | 1re diff  | Jean Cosmos                                      | Pas de pitié pour le Père Noël                                          | Germaine Beaumont                                |                                                    |                                                     |
| 2 janvier 1962    | mardi    | 1re diff  | Jean Chatenet                                    | Le monsieur à la licorne                                                | Simon Arbellot                                   | Les Chevaliers de la Licorne en difficulté         |                                                     |
| 9 janvier 1962    | mardi    | 1re diff  | Jean Grimod                                      | Au bassin d’Arcachon                                                    | Maurice Bastide                                  | Au bassin d’Arcachon                               |                                                     |
| 16 janvier 1962   | mardi    | 1re diff  | Guy Rotter                                       | Réputé mort                                                             |                                                  |                                                    |                                                     |
| 23 janvier 1962   | mardi    | 1re diff  | Jeannine Raylambert                              | L’accident                                                              |                                                  |                                                    |                                                     |
| 30 janvier 1962   | mardi    | 1re diff  | Roger-Francis Didelot                            | Six heures d’angoisse                                                   |                                                  |                                                    |                                                     |
| 6 février 1962    | mardi    | 1re diff  | Germaine Beaumont                                | L’embranchement de Mugby                                                | Charles Dickens                                  | Mugby junction                                     |                                                     |
| 13 février 1962   | mardi    | 1re diff  | Germaine Beaumont                                | Le fantôme de la voie ferrée [ou l’aiguilleur]                          | Charles Dickens                                  | The signal-man                                     |                                                     |
| 20 février 1962   | mardi    | 1re diff  | Germaine Beaumont                                | Un message de la mer                                                    | Charles Dickens                                  | A message from the sea                             |                                                     |
| 27 février 1962   | mardi    | 1re diff  | Germaine Beaumont                                | L’homme hanté                                                           | Charles Dickens                                  | The haunted man and the ghost’s bargain            |                                                     |
| 6 mars 1962       | mardi    | 1re diff  | Jacques Fayet                                    | Pauvre duc                                                              |                                                  |                                                    |                                                     |
| 13 mars 1962      | mardi    | 1re diff  | Jean Chatenet                                    | Le septième jour                                                        | Joseph-Louis Sanciaume                           |                                                    |                                                     |
| 20 mars 1962      | mardi    | 1re diff  | Roger Richard                                    | La mort fait l’étalage                                                  | Francis Addington Symonds                        |                                                    |                                                     |
| 27 mars 1962      | mardi    | 1re diff  | François Tarrancle                               | Madame Clapain                                                          | Édouard Estaunié                                 |                                                    | [2e ?]                                              |
| 3 avril 1962      | mardi    | 1re diff  | Jeannine Raylambert                              | La vérité sur un plateau                                                | Oscar Schisgall                                  |                                                    |                                                     |
| 10 avril 1962     | mardi    | 1re diff  | Jean Grimod                                      | Rendez-vous à Piccadilly                                                | Raymond Las Vergnas                              |                                                    |                                                     |
| 17 avril 1962     | mardi    | 1re diff  | Jean Cosmos                                      | Impasse à la dame                                                       | Lawrence Treat                                   | F as in Fligh                                      |                                                     |
| 24 avril 1962     | mardi    | 1re diff  | Guy Rotter                                       | La saint Emmanuel                                                       |                                                  |                                                    |                                                     |
| 1er mai 1962      | mardi    | 1re diff  | Jean-Pierre Ferrière                             | Bonne nuit Évangeline                                                   |                                                  |                                                    |                                                     |
| 8 mai 1962        | mardi    | 1re diff  | Charles Maître                                   | Imbroglio                                                               |                                                  |                                                    |                                                     |
| 22 mai 1962       | mardi    | 1re diff  | Pierre Rolland                                   | L’affaire Orlhandi                                                      | Charles Esquier                                  | L’affaire Orlhandi                                 |                                                     |
| 29 mai 1962       | mardi    | 1re diff  | Jacques Fayet                                    | Triste twist                                                            |                                                  |                                                    |                                                     |
| 5 juin 1962       | mardi    | 1re diff  | Jean-Pierre Ferrière                             | Cadavres en vacances                                                    | Jean-Pierre Ferrière                             | Cadavres en vacances                               |                                                     |
| 19 juin 1962      | mardi    | 1re diff  | Charles Maître                                   | L’oiseau poignard                                                       | Jacques Decrest                                  | L’oiseau poignard                                  |                                                     |
| 26 juin 1962      | mardi    | 1re diff  | Jeannine Raylambert                              | L’intruse                                                               | Henry Bordeaux                                   | L’intruse                                          |                                                     |
| 3 juillet 1962    | mardi    | 1re diff  | Roger Richard                                    | Est-ce un crime ?                                                       | Gérard Monétay                                   |                                                    |                                                     |
| 10 juillet 1962   | mardi    | 1re diff  | Jean Chatenet                                    | Le Diable au coin du feu                                                |                                                  |                                                    |                                                     |
| 17 juillet 1962   | mardi    | 1re diff  | Jean-Pierre Ferrière                             | Les veuves                                                              |                                                  |                                                    |                                                     |
| 24 juillet 1962   | mardi    | 1re diff  | François Billetdoux                              | Mathilde et ses mitaines                                                | Tristan Bernard                                  | Mathilde et ses mitaines                           | [2e version]                                        |
| 18 septembre 1962 | mardi    | 1re diff  | Charles Maître                                   | Ce cher oncle Albert                                                    |                                                  |                                                    |                                                     |
| 25 septembre 1962 | mardi    | 1re diff  | Jean-Pierre Conty                                | Lumière noire                                                           |                                                  |                                                    |                                                     |
| 2 octobre 1962    | mardi    | 1re diff  | Guy Rotter                                       | Mariage putatif                                                         |                                                  |                                                    |                                                     |
| 9 octobre 1962    | mardi    | 1re diff  | Jacques Fayet                                    | Tête d’affiche                                                          |                                                  |                                                    |                                                     |
| 16 octobre 1962   | mardi    | 1re diff  | Jean Chatenet                                    | Fin de carrière                                                         | Georges-Gabriel Bomier / alias Georges Villemier | Rallye-gang                                        |                                                     |
| 23 octobre 1962   | mardi    | 1re diff  | Charles Maître                                   | Le maléfice du doute                                                    | Roger-Henri Nova                                 | Le maléfice du doute                               |                                                     |
| 30 octobre 1962   | mardi    | 1re diff  | Jean-Pierre Ferrière                             | Coup[s] de griffes                                                      |                                                  |                                                    | >> Boulevard des stars (1980)                       |
| 6 novembre 1962   | mardi    | 1re diff  | Jeannine Raylambert                              | Le goût du poison                                                       |                                                  |                                                    | [1 ?]                                               |
| 13 novembre 1962  | mardi    | 1re diff  | Jean Cosmos                                      | Marché conclu                                                           |                                                  |                                                    |                                                     |
| 20 novembre 1962  | mardi    | 1re diff  | Charles Maître                                   | Mort d’une image [la]                                                   | Maurice-Bernard Endrèbe                          |                                                    |                                                     |
| 27 novembre 1962  | mardi    | 1re diff  | Roger-Francis Didelot                            | Monsieur Holbein, financier                                             |                                                  |                                                    |                                                     |
| 4 décembre 1962   | mardi    | 1re diff  | Jean-Pierre Conty                                | L’erreur réparée                                                        |                                                  |                                                    |                                                     |
| 11 décembre 1962  | mardi    | 1re diff  | Jean Grimod                                      | Que le meilleur survive                                                 | Edna Sherry                                      |                                                    |                                                     |
| 18 décembre 1962  | mardi    | 1re diff  | Jean Chatenet                                    | À l’heure de notre angoisse                                             | Georges-Jean Arnaud / alias Saint-Gilles         | À l’heure de notre angoisse                        | [2e ?]                                              |
| 25 décembre 1962  | mardi    | 1re diff  | Jean Cosmos                                      | Deux hommes dans la nuit                                                |                                                  |                                                    |                                                     |
| 1er janvier 1963  | mardi    | 1re diff  | Jean Chatenet                                    | Vœux sincères [en série]                                                |                                                  |                                                    |                                                     |
| 8 janvier 1963    | mardi    | 1re diff  | Louis C. Thomas                                  | Le visiteur de la dernière heure                                        |                                                  |                                                    |                                                     |
| 15 janvier 1963   | mardi    | 1re diff  | Charles Maître                                   | En cas de miracle                                                       |                                                  |                                                    |                                                     |
| 22 janvier 1963   | mardi    | 1re diff  | Alain Franck / alias Franck Legris               | Le patron est mort                                                      |                                                  |                                                    |                                                     |
| 29 janvier 1963   | mardi    | 1re diff  | Claude Dufresne                                  | Cette morte tant désirée                                                | Pierre Caillet                                   | Cette morte tant désirée                           |                                                     |
| 5 février 1963    | mardi    | 1re diff  | Jean-Pierre Ferrière                             | Cadavres en pénitence                                                   |                                                  |                                                    | [× 2 ?]                                             |
| 12 février 1963   | mardi    | 1re diff  | Roger Richard                                    | De tous côtés                                                           |                                                  |                                                    |                                                     |
| 19 février 1963   | mardi    | 1re diff  | Louis Rognoni                                    | Au premier de ces messieurs                                             |                                                  |                                                    |                                                     |
| 26 février 1963   | mardi    | 1re diff  | Jean Chatenet                                    | Nuit blanche                                                            |                                                  |                                                    |                                                     |
| 5 mars 1963       | mardi    | 1re diff  | Guy Rotter                                       | Par devant notaire                                                      |                                                  |                                                    |                                                     |
| 12 mars 1963      | mardi    | 1re diff  | Jean Cosmos                                      | Esprit de famille                                                       | Michel Cousin                                    | Esprit de famille                                  |                                                     |
| 19 mars 1963      | mardi    | 1re diff  | Louis C. Thomas                                  | L’assassin se met à table                                               |                                                  |                                                    |                                                     |
| 26 mars 1963      | mardi    | 1re diff  | Jacques Fayet                                    | Prenez garde au photographe                                             |                                                  |                                                    | [Guy]                                               |
| 2 avril 1963      | mardi    | 1re diff  | Charles Maître                                   | Fugue en ré                                                             | Roger-Henri Nova                                 | Fugue en ré                                        |                                                     |
| 9 avril 1963      | mardi    | 1re diff  | Roger-Francis Didelot                            | Le septième juré                                                        |                                                  |                                                    |                                                     |
| 16 avril 1963     | mardi    | 1re diff  | Jeannine Raylambert                              | Vernissage                                                              |                                                  |                                                    |                                                     |
| 23 avril 1963     | mardi    | 1re diff  | Hélène Misserly                                  | Pour solde de tout compte                                               |                                                  |                                                    |                                                     |
| 30 avril 1963     | mardi    | 1re diff  | Jean Grimod                                      | Ma femme est morte                                                      | Jean Dorcino                                     | Ma femme est morte                                 |                                                     |
| 7 mai 1963        | mardi    | 1re diff  | Louis C. Thomas                                  | Le chat et la souris                                                    |                                                  |                                                    |                                                     |
| 14 mai 1963       | mardi    | 1re diff  | Alain Franck / alias Franck Legris               | Mais qui est Jean Dupont ?                                              |                                                  |                                                    |                                                     |
| 21 mai 1963       | mardi    | 1re diff  | Jean-Pierre Ferrière                             | La mort entre deux femmes                                               |                                                  |                                                    |                                                     |
| 28 mai 1963       | mardi    | 1re diff  | Roger Richard                                    | Énigme au music-hall                                                    | Léo Malet                                        |                                                    |                                                     |
| 4 juin 1963       | mardi    | 1re diff  | Charles Maître                                   | Un testament inattendu                                                  |                                                  |                                                    |                                                     |
| 11 juin 1963      | mardi    | 1re diff  | Jean Grimod                                      | Faire part                                                              |                                                  |                                                    |                                                     |
| 18 juin 1963      | mardi    | 1re diff  | Philippe Derrez                                  | Florence perd et passe                                                  |                                                  |                                                    |                                                     |
| 25 juin 1963      | mardi    | 1re diff  | Jeannine Raylambert                              | Au pied du mur                                                          |                                                  |                                                    |                                                     |
| 2 juillet 1963    | mardi    | 1re diff  | Jacques Fayet                                    | Mort à la sauvette [la]                                                 |                                                  |                                                    |                                                     |
| 9 juillet 1963    | mardi    | 1re diff  | Jean-Pierre Ferrière                             | Cadavre-surprise                                                        |                                                  |                                                    |                                                     |
| 16 juillet 1963   | mardi    | 1re diff  | Roger-Francis Didelot                            | La part d’ombre                                                         |                                                  |                                                    |                                                     |
| 10 septembre 1963 | mardi    | 1re diff  | Louis C. Thomas                                  | Cartes sur table                                                        |                                                  |                                                    |                                                     |
| 17 septembre 1963 | mardi    | 1re diff  | Georges-Gabriel Bomier / alias Georges Villemier | La victime                                                              |                                                  |                                                    |                                                     |
| 24 septembre 1963 | mardi    | 1re diff  | Jean Grimod                                      | La trappe                                                               |                                                  |                                                    |                                                     |
| 1er octobre 1963  | mardi    | 1re diff  | Charles Maître                                   | Une si charmante soirée                                                 |                                                  |                                                    |                                                     |
| 8 octobre 1963    | mardi    | 1re diff  | Edmond Constans                                  | Une affaire de famille                                                  |                                                  |                                                    |                                                     |
| 15 octobre 1963   | mardi    | 1re diff  | Alain Franck / alias Franck Legris               | À quoi bon vivre ?                                                      |                                                  |                                                    |                                                     |
| 23 octobre 1963   | mercredi | 1re diff  | Guy Rotter                                       | Deux morts et un notaire                                                |                                                  |                                                    |                                                     |
| 30 octobre 1963   | mercredi | 1re diff  | Jeannine Raylambert                              | Le procès d’Irène Berryer : partie 1/2                                  |                                                  |                                                    |                                                     |
| 6 novembre 1963   | mercredi | 1re diff  | Jeannine Raylambert                              | Le procès d’Irène Berryer : partie 2/2                                  |                                                  |                                                    |                                                     |
| 13 novembre 1963  | mercredi | 1re diff  | Charles Maître                                   | Pièges autour d’une tombe                                               | Maurice Ellabert                                 |                                                    |                                                     |
| 20 novembre 1963  | mercredi | 1re diff  | Louis C. Thomas                                  | Froid comme marbre                                                      |                                                  |                                                    |                                                     |
| 27 novembre 1963  | mercredi | 1re diff  | Alain Franck / alias Franck Legris               | Incident de chasse                                                      |                                                  |                                                    |                                                     |
| 4 décembre 1963   | mercredi | 1re diff  | Charles Maître                                   | Une certaine Thérèse                                                    | Maurice Ellabert                                 | Pièges autour d’une tombe [?]                      |                                                     |
| 11 décembre 1963  | mercredi | 1re diff  | Charles Maître                                   | Le petit canard                                                         | Georges-Gabriel Bomier / alias Georges Villemier |                                                    |                                                     |
| 18 décembre 1963  | mercredi | 1re diff  | Roger Richard                                    | Présent pour lui                                                        |                                                  |                                                    |                                                     |
| 25 décembre 1963  | mercredi | 1re diff  | Charles Maître                                   | Un homme de bonne volonté                                               |                                                  |                                                    |                                                     |
| 1er janvier 1964  | mercredi | 1re diff  | Jean Chatenet                                    | Le crime de Sylvestre Dupont                                            |                                                  |                                                    |                                                     |
| 8 janvier 1964    | mercredi | 1re diff  | Louis Rognoni                                    | Une affaire d’honneur                                                   |                                                  |                                                    |                                                     |
| 15 janvier 1964   | mercredi | 1re diff  | Philippe Derrez                                  | Gracieux joue les favoris                                               |                                                  |                                                    |                                                     |
| 22 janvier 1964   | mercredi | 1re diff  | Alain Franck / alias Franck Legris               | Un soir comme les autres [une soirée]                                   |                                                  |                                                    |                                                     |
| 29 janvier 1964   | mercredi | 1re diff  | Claude Dufresne                                  | Vous avez raison, inspecteur Mac Laine                                  |                                                  |                                                    |                                                     |
| 5 février 1964    | mercredi | 1re diff  | Charles Maître                                   | Bridge à trois                                                          |                                                  |                                                    |                                                     |
| 12 février 1964   | mercredi | 1re diff  | Georges-Gabriel Bomier / alias Georges Villemier | Le nain jaune                                                           |                                                  |                                                    |                                                     |
| 19 février 1964   | mercredi | 1re diff  | Alain Bernier & Roger Maridat                    | Une tête d’enterrement                                                  |                                                  |                                                    |                                                     |
| 26 février 1964   | mercredi | 1re diff  | Louis C. Thomas                                  | À la vie à la mort                                                      |                                                  |                                                    |                                                     |
| 4 mars 1964       | mercredi | 1re diff  | Jeannine Raylambert                              | Conseil de famille                                                      |                                                  |                                                    |                                                     |
| 11 mars 1964      | mercredi | 1re diff  | Alain Franck / alias Franck Legris               | La Marne à Charenton                                                    |                                                  |                                                    |                                                     |
| 18 mars 1964      | mercredi | 1re diff  | Jacques Fayet                                    | Le ricochet                                                             |                                                  |                                                    |                                                     |
| 25 mars 1964      | mercredi | 1re diff  | Louis C. Thomas                                  | La bonne occasion                                                       |                                                  |                                                    |                                                     |
| 1er avril 1964    | mercredi | 1re diff  | Jean Chatenet                                    | La sérénade de Don Juan                                                 |                                                  |                                                    |                                                     |
| 8 avril 1964      | mercredi | 1re diff  | Charles Maître                                   | Aux yeux de la loi                                                      |                                                  |                                                    |                                                     |
| 15 avril 1964     | mercredi | 1re diff  | Roger-Francis Didelot                            | Madame L. …                                                             |                                                  |                                                    |                                                     |
| 22 avril 1964     | mercredi | 1re diff  | Alain Franck / alias Franck Legris               | La double vie d’André Poincy, bijoutier                                 |                                                  |                                                    |                                                     |
| 29 avril 1964     | mercredi | 1re diff  | Jacques Floran                                   | Un homme timide                                                         | Jean-Albert Grégoire                             |                                                    |                                                     |
| 6 mai 1964        | mercredi | 1re diff  | Louis Rognoni                                    | Cette chère petite                                                      |                                                  |                                                    |                                                     |
| 13 mai 1964       | mercredi | 1re diff  | Georges-Gabriel Bomier / alias Georges Villemier | Partage de succession                                                   |                                                  |                                                    |                                                     |
| 20 mai 1964       | mercredi | 1re diff  | Charles Maître                                   | Quel gâchis, inspecteur !                                               | Charles Exbrayat                                 | Quel gâchis, inspecteur !                          |                                                     |
| 27 mai 1964       | mercredi | 1re diff  | Louis C. Thomas                                  | La complice                                                             |                                                  |                                                    |                                                     |
| 3 juin 1964       | mercredi | 1re diff  | Jean Grimod                                      | Le crime du baron Le Courtois                                           |                                                  |                                                    |                                                     |
| 10 juin 1964      | mercredi | 1re diff  | Jean-Pierre Ferrière                             | La chambre d’ami                                                        |                                                  |                                                    |                                                     |
| 17 juin 1964      | mercredi | 1re diff  | Philippe Derrez                                  | Gracieux prend la pile                                                  | Serge Pétroff & Philippe Derrez                  | Gracieux prend la pile                             |                                                     |
| 24 juin 1964      | mercredi | 1re diff  | Alain Bernier & Roger Maridat                    | Un bien grand voyage                                                    |                                                  |                                                    |                                                     |
| 1er juillet 1964  | mercredi | 1re diff  | Guy Rotter                                       | Article 1094                                                            | Louis C. Thomas                                  |                                                    | vs. [Guy Rotter]                                    |
| 8 juillet 1964    | mercredi | 1re diff  | Alain Franck / alias Franck Legris               | Un beau jour d’été                                                      |                                                  |                                                    |                                                     |
| 15 juillet 1964   | mercredi | 1re diff  | Claude Dufresne                                  | En toute innocence                                                      |                                                  |                                                    |                                                     |
| 22 juillet 1964   | mercredi | 1re diff  | Charles Maître                                   | Mort dans un fauteuil                                                   |                                                  |                                                    |                                                     |
| 29 juillet 1964   | mercredi | 1re diff  | Roger-Francis Didelot                            | Oui ou non ?                                                            |                                                  |                                                    |                                                     |
| 5 août 1964       | mercredi | Rediffusé | Jean Cosmos                                      | Le procès Bellamy : audience 1/4                                        | Frances Noyes Hart                               |                                                    |                                                     |
| 12 août 1964      | mercredi | Rediffusé | Jean Cosmos                                      | Le procès Bellamy : audience 2/4                                        | Frances Noyes Hart                               |                                                    |                                                     |
| 19 août 1964      | mercredi | Rediffusé | Jean Cosmos                                      | Le procès Bellamy : audience 3/4                                        | Frances Noyes Hart                               |                                                    |                                                     |
| 26 août 1964      | mercredi | Rediffusé | Jean Cosmos                                      | Le procès Bellamy : audience 4/4                                        | Frances Noyes Hart                               |                                                    |                                                     |
| 2 septembre 1964  | mercredi | 1re diff  | Alain Franck / alias Franck Legris               | La mort en ce dimanche                                                  |                                                  |                                                    |                                                     |
| 9 septembre 1964  | mercredi | 1re diff  | Charles Maître                                   | Dernière tentative [la]                                                 |                                                  |                                                    |                                                     |
| 16 septembre 1964 | mercredi | 1re diff  | Georges-Gabriel Bomier / alias Georges Villemier | Cinq pièces tout confort                                                |                                                  |                                                    |                                                     |
| 23 septembre 1964 | mercredi | 1re diff  | Alain Bernier & Roger Maridat                    | Un mouchoir pour pleurer                                                |                                                  |                                                    |                                                     |
| 30 septembre 1964 | mercredi | 1re diff  | Jeannine Raylambert                              | La conscience tranquille                                                |                                                  |                                                    |                                                     |
| 7 octobre 1964    | mercredi | 1re diff  | Louis C. Thomas                                  | La mort d’un farceur                                                    |                                                  |                                                    |                                                     |
| 14 octobre 1964   | mercredi | 1re diff  | Maurice-Bernard Endrèbe                          | Le miroir obscur                                                        | Helen McCloy                                     | Through a glass darkly                             |                                                     |
| 21 octobre 1964   | mercredi | 1re diff  | Philippe Derrez                                  | Des fleurs pour Christophe                                              | Serge Pétroff & Philippe Derrez                  | Des fleurs pour Christophe                         |                                                     |
| 28 octobre 1964   | mercredi | 1re diff  | Alain Franck / alias Franck Legris               | Le crime de Rotbury [Rothbury]                                          |                                                  |                                                    |                                                     |
| 4 novembre 1964   | mercredi | 1re diff  | Charles Maître                                   | Clara et l’héritage                                                     |                                                  |                                                    |                                                     |
| 11 novembre 1964  | mercredi | 1re diff  | Alain Bernier & Roger Maridat                    | La mort promise                                                         |                                                  |                                                    |                                                     |
| 18 novembre 1964  | mercredi | 1re diff  | Alain Franck / alias Franck Legris               | Quarante-huit heures à tuer                                             |                                                  |                                                    |                                                     |
| 25 novembre 1964  | mercredi | 1re diff  | Georges-Gabriel Bomier / alias Georges Villemier | Marché en mains                                                         |                                                  |                                                    |                                                     |
| 2 décembre 1964   | mercredi | 1re diff  | Roger-Francis Didelot                            | À tombeau ouvert                                                        |                                                  |                                                    |                                                     |
| 9 décembre 1964   | mercredi | 1re diff  | Louis C. Thomas                                  | Allô… La mort !                                                         |                                                  |                                                    |                                                     |
| 16 décembre 1964  | mercredi | 1re diff  | Alain Franck / alias Franck Legris               | Tante Adrienne est morte                                                |                                                  |                                                    |                                                     |
| 23 décembre 1964  | mercredi | 1re diff  | Alain Bernier & Roger Maridat                    | Un alibi irréfutable                                                    |                                                  |                                                    |                                                     |
| 30 décembre 1964  | mercredi | 1re diff  | Charles Maître                                   | Moitié à la commande                                                    |                                                  |                                                    |                                                     |
| 6 janvier 1965    | mercredi | 1re diff  | Jeannine Raylambert                              | Entre la vie et la mort                                                 |                                                  |                                                    |                                                     |
| 13 janvier 1965   | mercredi | 1re diff  | Louis C. Thomas                                  | Crime passionnel                                                        |                                                  |                                                    |                                                     |
| 20 janvier 1965   | mercredi | 1re diff  | Claude Dufresne                                  | Meurtre dans l’intimité                                                 |                                                  |                                                    |                                                     |
| 27 janvier 1965   | mercredi | Rediffusé | Jean Grimod                                      | La trappe                                                               |                                                  |                                                    |                                                     |
| 3 février 1965    | mercredi | 1re diff  | Jean-Pierre Ferrière                             | Piège de Tulle                                                          |                                                  |                                                    |                                                     |
| 10 février 1965   | mercredi | 1re diff  | Alain Bernier & Roger Maridat                    | La dernière visite                                                      |                                                  |                                                    |                                                     |
| 17 février 1965   | mercredi | 1re diff  | Alain Franck / alias Franck Legris               | Une si triste fin                                                       |                                                  |                                                    |                                                     |
| 24 février 1965   | mercredi | 1re diff  | Charles Maître                                   | La parole d’une morte                                                   |                                                  |                                                    |                                                     |
| 3 mars 1965       | mercredi | 1re diff  | Georges-Gabriel Bomier / alias Georges Villemier | Une carte à jouer                                                       |                                                  |                                                    |                                                     |
| 10 mars 1965      | mercredi | 1re diff  | Louis Rognoni                                    | Les terrasses d’Elseneur                                                |                                                  |                                                    |                                                     |
| 17 mars 1965      | mercredi | 1re diff  | Louis C. Thomas                                  | Des obsèques pour un mariage                                            |                                                  |                                                    |                                                     |
| 24 mars 1965      | mercredi | 1re diff  | Roger-Francis Didelot                            | Caractères bâtons                                                       |                                                  |                                                    |                                                     |
| 31 mars 1965      | mercredi | 1re diff  | Jeannine Raylambert                              | Crêpe-dentelle                                                          |                                                  |                                                    |                                                     |
| 7 avril 1965      | mercredi | 1re diff  | Alain Bernier & Roger Maridat                    | Chambre avec vue sur la mort                                            |                                                  |                                                    | >> Au bout... la mort (1973) Crime à la clef (1979) |
| 14 avril 1965     | mercredi | 1re diff  | Georges-Gabriel Bomier / alias Georges Villemier | Un garçon d’avenir                                                      |                                                  |                                                    |                                                     |
| 21 avril 1965     | mercredi | 1re diff  | Alain Franck / alias Franck Legris               | Le pistolet de Senlis                                                   |                                                  |                                                    |                                                     |
| 28 avril 1965     | mercredi | 1re diff  | Fred Kassak                                      | Vocalises                                                               |                                                  |                                                    |                                                     |
| 5 mai 1965        | mercredi | 1re diff  | Louis C. Thomas                                  | Le ridicule tue                                                         |                                                  |                                                    |                                                     |
| 12 mai 1965       | mercredi | 1re diff  | Charles Maître                                   | Une heureuse victime                                                    |                                                  |                                                    |                                                     |
| 19 mai 1965       | mercredi | 1re diff  | Louis Rognoni                                    | En désespoir de cause                                                   |                                                  |                                                    |                                                     |
| 2 juin 1965       | mercredi | 1re diff  | Georges-Gabriel Bomier / alias Georges Villemier | Un coup de dés                                                          |                                                  |                                                    |                                                     |
| 9 juin 1965       | mercredi | 1re diff  | Alain Franck / alias Franck Legris               | Les neveux d’Edward [d’Édouard]                                         |                                                  |                                                    |                                                     |
| 16 juin 1965      | mercredi | 1re diff  | Alain Bernier & Roger Maridat                    | Un coupable tout trouvé                                                 |                                                  |                                                    |                                                     |
| 23 juin 1965      | mercredi | 1re diff  | Louis C. Thomas                                  | Fausses preuves                                                         |                                                  |                                                    |                                                     |
| 29 juin 1965      | mardi    | 1re diff  | Charles Maître                                   | Une femme très attendue                                                 |                                                  |                                                    |                                                     |
| 13 juillet 1965   | mardi    | 1re diff  | Jean-Pierre Ferrière                             | Mariage en noir                                                         |                                                  |                                                    |                                                     |
| 20 juillet 1965   | mardi    | 1re diff  | Georges-Gabriel Bomier / alias Georges Villemier | Le gros paquet                                                          |                                                  |                                                    |                                                     |
| 27 juillet 1965   | mardi    | Rediffusé | Jean Chatenet                                    | Le Diable au coin du feu                                                |                                                  |                                                    |                                                     |
| 3 août 1965       | mardi    | Rediffusé | Alain Franck / alias Franck Legris               | Mais qui est Jean Dupont ?                                              |                                                  |                                                    |                                                     |
| 10 août 1965      | mardi    | Rediffusé | Jean-Pierre Ferrière                             | Les veuves                                                              |                                                  |                                                    |                                                     |
| 17 août 1965      | mardi    | Rediffusé | Jeannine Raylambert                              | Le goût du poison                                                       |                                                  |                                                    | [2e version]                                        |
| 24 août 1965      | mardi    | Rediffusé | Charles Maître                                   | En cas de miracle                                                       |                                                  |                                                    |                                                     |
| 31 août 1965      | mardi    | 1re diff  | Jean Cosmos                                      | Le parloir                                                              |                                                  |                                                    |                                                     |
| 7 septembre 1965  | mardi    | 1re diff  | Roger-Francis Didelot                            | Une voix de femme                                                       |                                                  |                                                    |                                                     |
| 14 septembre 1965 | mardi    | 1re diff  | Alain Franck / alias Franck Legris               | La mort d’un antiquaire                                                 |                                                  |                                                    |                                                     |
| 21 septembre 1965 | mardi    | 1re diff  | Roger Faller                                     | Délit de fuite                                                          |                                                  |                                                    |                                                     |
| 28 septembre 1965 | mardi    | 1re diff  | Jean Marcillac                                   | Fenêtre sur crime                                                       |                                                  |                                                    |                                                     |